# Kawamata (Fukushima)
Kawamata (jap. 川俣町, -machi) ist eine japanische Stadt im Landkreis Date in der Präfektur Fukushima.

## Geografie
Kawamata liegt im Abukuma-Hochland in der Region Nakadōri der Präfektur Fukushima. Das bebaute Gebiet erstreckt sich über die Niederungen des Hirose-gawa (広瀬川) und des Takane-gawa (高根川), die hier im Norden des Gemeindegebiets zusammenfließen, woraus sich auch der Gemeindename der „Flussgabelung“ bedeutet ableitet. Dies befindet sich auf einer Höhe von 200 m, während der größte Teil des Gemeindegebiets auf 500 m Höhe liegt und weitestgehend unbesiedelt ist. Die höchste Erhebung ist der Hiyama (日山) mit 1057 m T.P. an der Südspitze, der zudem die Grenzmarke zu Namie im Südosten, Katsurao im Süden und Nihonmatsu im Westen darstellt. An den Nordwesten an die Gemeinde grenzt die Präfekturhauptstadt Fukushima, im Norden Date und im Osten Iitate.

## Geschichte
Kawamata wurde bei der Reorganisation des japanischen Gemeindewesens zum 1. April 1889 als Kleinstadt (machi) eingerichtet. Am 1. März 1955 erfolgte die Fusion mit den Dörfern (mura) Tomita (富田村, -mura), Fukuta (福田村, -mura), Ojima (小島村, -mura), Iizaka (飯坂村, -mura), Kotsunagi (小綱木村, -mura) und Ōtsunagi (大綱木村, -mura), sowie Yamakiya (山木屋村, -mura) im benachbarten Landkreis Adachi zur neuen, heutigen Gemeinde Kawamata.

### Tōhoku-Erdbeben und Nuklearkatastrophe 2011
Beim Tōhoku-Erdbeben vom 11. März 2011 hatte die Gemeinde Kawamata, für die bei der Volkszählung von 2010 eine Bevölkerung von 15,569 angegeben worden war, relativ wenig Schäden. 28 Wohngebäude wurden vollständig, 30 teilweise zerstört. Die Brand- und Katastrophenschutzbehörde (Fire and Disaster Management Agency, FDMA) meldete bis zu ihrem 148. Schadensbericht vom 9. September 2013 keine Toten, Vermissten oder Verletzten für Kawamata als Folge der Tōhoku-Katastrophe von 2011,  änderte ihre Angabe dann in ihrem 149. Schadensbericht vom 7. März 2014 auf 18 Tote und bis zum 157. Schadensbericht vom 7. März 2018 auf 29 Tote.
Als Gegenmaßnahme zur Nuklearkatastrophe wurde ein Sperrgebiet um das Kernkraftwerk Fukushima Daiichi in einem Umkreis von 20 km ausgewiesen. Es gab jedoch auch jenseits dieses 20-km-Radius viele andere Standorte mit hohen Strahlungswerten, da radioaktive Partikel über den Wind aus dem havarierten Kraftwerk fortgetragen wurden. Zu diesen Orten zählten Kawamata sowie 10 weitere Dörfer und Städte, darunter Minamisōma, Naraha, Tomioka, Kawauchi, Ōkuma, Futaba, Namie, Iitate, Tamura und Katsurao. Diese Regionen wurden entsprechend ihrer radioaktiven Belastung nach der Erlassung der Evakuierungsanordnungen vom 7. Mai 2013 in folgende vier verschiedene Kategorien eingeteilt: Gebiete mit einer Strahlenbelastung von weniger als 20 mSv pro Jahr, die von der Regierung als Schwellenwert für eine dauerhafte Rückkehr behandelt wurde, bildeten die Kategorie 1. Gebiete dieser Kategorie 1 konnten die Einwohner nach eigenem Ermessen und ohne Einsatz von Schutzausrüstung betreten mit der einzigen Einschränkung, dass sie dort nicht übernachten durften. Diese Gebiete waren bereit für eine Aufhebung des Evakuierungsbefehls. In Gebieten mit einer Strahlenbelastung zwischen 20 und 50 mSv pro Jahr (Kategorie 2) war den Einwohnern ein dauerhafter Aufenthalt untersagt. Gebiete mit über 50 mSv pro Jahr (Kategorie 3) wurden als langfristig ungeeignet für eine Rückkehr der Einwohner angesehen. Einen Sonderstatus nahm ein viertes Evakuierungsgebiet ein.
Am 22. April 2011 gab die Regierung eine Evakuierungsempfehlung für eine „Deliberate Evacuation Area“ genannte Zone heraus, bei der es sich um Gebiete handelte, bei denen das Bedenken herrschte, dass innerhalb eines Jahres nach der Nuklearkatastrophe über die Strahlenbelastung über die Luft eine kumulative Strahlendosis von 20 mSv erreicht werden kann. Die Einwohner sollten aus diesen Gebiete daher innerhalb eines Monats in einer geordneten und geplanten Weise evakuieren. Hintergrund war, dass eine hohe durch die Luft verbreitete Strahlenbelastung außerhalb der 20-km-Umkreis-Evakuierungszone entdeckt worden war. In dieser Zeit begann die Regierung, den Schwellenwert von 20 mSv/Jahr als Grundlage für die Aussprechung von Evakuierungsempfehlungen zu verwenden.
Am 31. März und 1. April 2017 hob die japanische Regierung die Evakuierungsbefehle für rund 32.000 Einwohner aus den vier strahlenbelasteten Gemeinden Iitate, Kawamata, Namie und Tomioka auf, denen somit wieder erlaubt war, in ihre Häuser zurückzukehren. Die einzigen Orte, die damit noch Gegenstand von Evakuierungsbefehlen waren, waren Futaba und Ōkuma sowie Teile der fünf benachbarten Städte und Dörfer Minamisōma, Iitate, Namie, Tomioka und Katsurao.

## Seidenproduktion

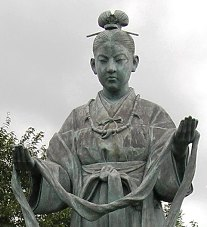
Statue von Otehime im Zentralpark Kawamatas

Kawamata ist landesweit für seine Seidenproduktion bekannt. Der Legende nach soll Otehime, Gemahlin Kaiser Sushuns, nach dessen Ermordung im Jahre 592 hierher geflohen sein und in Kawamata die Seidenraupenzucht und -weberei begründet haben. Zumindest ist bereits für die Mitte des 17. Jahrhunderts der Ruf Kawamatas als Seidenstadt bekannt. Nach der Öffnung Japans wurde die Seide auch international vermarktet, und von den Yokohama-Schals (横浜スカーフ), die weltweit kurzzeitig einen Marktanteil von 80 % in diesem Segment hatten, kam die Hälfte tatsächlich aus Kawamata.
Eine besondere Spezialität ist die sanminsan-Seide, die nur ein 1/10 der Dicke normaler Seide besitzt und teilweise als dünnste Seide der Welt bezeichnet wird und daher auch bei internationalen Modehäusern wie Giorgio Armani SpA zum Einsatz kommt.

## Sehenswürdigkeiten

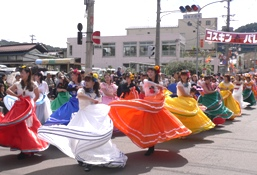
Cosquín en Japón, 2006

Seit 1975 findet in Kawamata jeden Oktober das lateinamerikanische Musikfestival Cosquín en Japón (コスキン・エン・ハポン Kosukin en Hapon) statt, dass dem Cosquín-Festival in Argentinien nachempfunden ist. Bei dem dreitägigen Festival namen 2016 etwa 180 Gruppen teil.
Eine weitere Sehenswürdigkeit ist der Naturpark Tōge-no-Mori (峠の森自然公園) um den Berg Hanazuka-yama (花塚山) an dessen Fuß sich eine funktionsfähige Wassermühle mit einem 10 m großen Wasserrad befindet.
Wahrzeichen der Stadt ist die Statue von Otehime im Zentralpark.

## Verkehr
Wichtigste Fernstraßen sind die von Nord nach Süd verlaufende Nationalstraße 114 nach Fukushima oder Namie, sowie die von West nach Ost verlaufende Nationalstraße 349 nach Mito oder Shibata. Südlich streift zudem noch die Nationalstraße 459 nach Niigata oder Namie.
Eine Anbindung an das Schienennetz besteht nicht mehr, seit 1972 die Kawamata-Linie (川俣線) nach Matsukawa (heute Ortsteil von Fukushima) eingestellt wurde.

## Bildung
In Kawamata befinden sich sechs Grundschulen (Kawamata, Iizaka, Fukuta, Yamakiya, Kawamata-Süd und Tomita), die Mittelschulen Kawamata und Yamakiya, sowie die Oberschule Kawamata, die neben einem allgemeinen Curriculum auch eines mit Fokus auf Maschinenbau anbietet.